# Prefettura di Okayama
Okayama (岡山県?, Okayama-ken) è una prefettura giapponese con circa 1,2 milioni di abitanti, si trova nella regione di Chūgoku, sull'isola Honshū. Il suo capoluogo è l'omonima città di Okayama.
Confina con le prefetture di Hyōgo, Tottori e Hiroshima.